# 日本双肌蛤
日本双肌蛤（学名：Dimya japonica），是莺蛤目石牡蛎科双肌蛤属的一种。主要分布于韩国、中国大陆，常栖息在水深220米、软泥。